# Flabelliphilus inersus
Flabelliphilus inersus är en kräftdjursart som beskrevs av Bresciani och Lützen 1962. Flabelliphilus inersus ingår i släktet Flabelliphilus, och familjen Nereicolidae. Arten är reproducerande i Sverige.